# Zaitunia logunovi
Espèce
Zaitunia logunovi est une espèce d'araignées aranéomorphes de la famille des Filistatidae.

## Distribution
Cette espèce se rencontre au Kirghizistan et dans le Sud-Est du Kazakhstan,.

## Description
Le mâle holotype mesure 2,82 mm et la femelle paratype 4,67 mm.

## Étymologie
Cette espèce est nommée en l'honneur de Dmitri V. Logunov.

## Publication originale
- Zonstein & Marusik, 2016 : A revision of the spider genus Zaitunia (Araneae, Filistatidae). European Journal of Taxonomy, vol. 214, p. 1-97 (texte intégral).